# Rudolf Titzck
Rudolf Titzck (ur. 21 lutego 1925 w Neukirchen, zm. 16 grudnia 2005 w Kilonii) – polityk niemiecki, działacz Unii Chrześcijańsko-Demokratycznej (CDU), minister w rządzie landu Szlezwik-Holsztyn.
W 1943 zdał maturę we Flensburgu i podjął studia prawnicze we Fryburgu Bryzgowijskim. Naukę przerwało w 1944 powołanie do Wehrmachtu. Po II wojnie światowej spędził rok w obozie jenieckim. W 1946 podjął ponownie studia prawnicze, tym razem na Uniwersytecie Kilońskim. W 1948 zdał państwowy egzamin prawniczy I stopnia, w 1952 II stopnia. Pracował początkowo w administracji sądowej, w 1956 został urzędnikiem w Ministerstwie Spraw Wewnętrznych landu Szlezwik-Holsztyn.
Wstąpił do CDU. W latach 1959–1963 był radnym miejskim Kilonii, 1963-1969 burmistrzem tego miasta. W styczniu 1970 został powołany na sekretarza stanu i szefa kancelarii premiera rządu landu Szlezwik-Holsztyn (wówczas stanowisko to zajmował Helmut Lemke). W maju 1971 objął tekę ministra spraw wewnętrznych w gabinecie nowego szefa rządu lokalnego, Gerharda Stoltenberga. W latach 1979–1983 pełnił funkcję ministra finansów w rządzie Uwe Barschela.
Pełnił również funkcje partyjne. W latach 1966–1978 kierował strukturami Zgromadzenia Polityków Lokalnych CDU w Szlezwiku-Holsztynie. W latach 1975–1988 zasiadał w zgromadzeniu parlamentarnym landu (Landtagu), kierował nim od 1983 do 1987. Z ramienia Landtagu Szlezwiku-Holsztyna dwukrotnie brał udział w wyborze prezydenta RFN – Karla Carstensa w 1979 i Richarda von Weizsäckera w 1984. Był również członkiem rady nadzorczej rozgłośni Norddeutscher Rundfunk.
Został odznaczony m.in. Krzyżem Zasługi RFN. Był żonaty, miał troje dzieci.